# Zepedanulus watanabei
Zepedanulus watanabei is een hooiwagen uit de familie Epedanidae.